# Mohammad-Ali Sanatkaran
Mohammad-Ali Sanatkaran (persisch محمدعلی صنعت‌کاران; * 18. März 1937 in Teheran) ist ein ehemaliger iranischer Freistilringer und Teilnehmer an den Olympischen Sommerspielen 1964 in Tokio.
Er war 1961 Weltmeister im Leichtgewicht und Gewinner der Bronzemedaille bei den Olympischen Spielen von Tokio im Weltergewicht.

## Werdegang
Mohammad-Ali Sanatkaran begann im Jahr 1955 mit dem Ringen. Er wurde Mitglied von "Darai" Teheran und konzentrierte sich bald ganz auf den freien Stil. Der 1,77 m große Athlet kam zu Beginn der 1960er Jahre in die iranische Nationalmannschaft und absolvierte seinen ersten Start bei der Weltmeisterschaft 1961 in Yokohama. Er startete dort im Leichtgewicht und konnte auf Anhieb überzeugen. Er gewann seine ersten drei Kämpfe und besiegte dabei u. a. auch den sowjetischen Vertreter Wladimir Sinjawski. Nach diesem Sieg reichten ihm zwei Unentschieden gegen Kazuo Abe aus Japan und Udey Chand aus Indien zum Titelgewinn.
Bei einem Länderkampf 1961 in Tiflis zwischen einer Auswahl der Georgischen SSR und dem Iran endete sein Kampf gegen Dschaganadse unentschieden.
Bei der Weltmeisterschaft 1962 in Toledo/USA, bei der er wieder im Leichtgewicht startete, siegte er in seinen ersten drei Kämpfen gegen Jan Kuczynski aus Polen, Mahmut Atalay aus der Türkei und Gregory Ruth aus den USA, jeweils nach Punkten und wurde dadurch mit drei Fehlpunkten belastet. In seinem vierten Kampf unterlag er gegen Kazuo Abe nach Punkten und erreichte damit sechs Fehlpunkte, was sein Ausscheiden zur Folge hatte. Er kam damit nicht in die Medaillenränge.
Genauso erging es Mohammad-Ali Sanatkaran bei der Weltmeisterschaft 1963 in Sofia. Hier startete er erstmals im Weltergewicht und siegte in seinen ersten drei Kämpfen gegen Bengt Fridh aus Schweden, Mohamad Bashir aus Pakistan und Peter Nettekoven aus der Bundesrepublik Deutschland nach Punkten. Nach der Niederlage im vierten Kampf gegen den US-Amerikaner Dean Lahr hatte er wieder sechs Fehlpunkte und musste ausscheiden. Sowohl 1962 als auch 1963 hätte ihm jeweils ein Schultersieg statt eines Punktsieges in die Medaillenränge gebracht.
Bei den Olympischen Spielen 1964 in Tokio gewann Mohammad-Ali Sanatkaran seine ersten fünf Kämpfe. Er besiegte dabei auch den Vertreter der gesamtdeutschen Olympiamannschaft Martin Heinze aus Halle und die Ringer Károly Bajkó aus Ungarn sowie Petko Dermendjew aus Bulgarien. In den Finalkämpfen rang er sowohl gegen Guliko Sagaradse aus der Sowjetunion als auch gegen İsmail Ogan aus der Türkei unentschieden. Da auch Ogan und Sagaradse gegeneinander unentschieden rangen, mussten die Fehlpunkte aus den Vorkämpfen entscheiden. Hier war Ogan der Glücklichste. Er gewann die Goldmedaille vor Sagaradse. Für Mohammad-Ali Sanatkaran blieb die Bronzemedaille.
Mohammad-Ali Sanatkaran ging auch noch bei der Weltmeisterschaft 1965 in Manchester an den Start. Hier siegte er im Weltergewicht u. a. wieder über Peter Nettekoven und rang im Endkampf gegen Guliko Sagaradse um die Goldmedaille. Dieser Kampf endete wieder unentschieden. Sagaradse aber hatte aus den Vorkämpfen weniger Fehlpunkte als Sanatkaran und wurde damit Weltmeister. Mohammad-Ali Sanatkaran wurde Vize-Weltmeister.
Nach 1965 beendete er seine internationale Ringerlaufbahn. Er absolvierte ein Studium der Rechtswissenschaften in Teheran, wurde Rechtsanwalt und später auch iranischer Sportminister.

## Internationale Erfolge
(OS = Olympische Spiele, WM = Weltmeisterschaft, F = freier Stil, Le = Leichtgewicht, We = Weltergewicht, damals bis 67 kg (bis 1961) u. 70 kg (ab 1962) bzw. 73 kg (bis 1961) u. 78 kg (ab 1962))
- 1961, 1. Platz, WM in Yokohama, F, Le, mit Siegen über Firdaus Rachman, Indonesien, Beauponnat, Frankreich u. Wladimir Sinjawski, UdSSR u. Unentschieden gegen Kazuo Abe, Japan u. Udey Chand, Indien;
- 1962, 4. Platz, WM in Toledo/USA, F. Le, mit Siegen über Jan Kuczynski, Polen, Mahmut Atalay, Türkei u. Gregory Ruth, USA u. einer Niederlage gegen Kazuo Abe;
- 1963, 5. Platz, WM in Sofia, F, We, mit Siegen über Bengt Fridh, Schweden, Mohamad Bashir, Pakistan u. Peter Nettekoven, BRD u. einer Niederlage gegen Dean Lahr, USA;
- 1964, Bronzemedaille, OS in Tokio, F, We, mit Siegen über Muhamad Afzal, Pakistan, Martin Heinze, Deutschland, Károly Bajkó, Ungarn, Yasuo Watanabe, Japan u. Petko Dermendjew, Bulgarien u. Unentschieden gegen Guliko Sagaradse, UdSSR u. İsmail Ogan, Türkei;
- 1965, 2. Platz, WM in Manchester, F, We, mit Siegen über Peter Nettekoven, Yasuo Watanabe, Miroslaw Zywczyk, Polen u. Yusuf Demir, Türkei u. einem Unentschieden gegen Guliko Sagaradse